# Search and Rescue 4
Search and Rescue 4: Coastal Heroes o también conocido como SAR 4 es un videojuego de simulación de helicópteros de búsqueda y rescate desarrollado por Globalstar Software y distribuido por Interactive Vision que fue lanzado en 2002. Es la última entrega de la saga con sus predecesores Search and Rescue 2 y 3. Su desarrollo relacionado es Search and Rescue Vietnam Med-Evac.
El simulador cuenta con avanzados físicos que proporcionan un elevado grado de realismo en vuelo, incluso con la posibilidad de realizar autorrotaciones en caso de emergencia.
Se puede jugar en misiones, campaña o libremente. Ofrece más de 100 misiones en las que tendremos que rescatar personas en cualquier tipo de circunstancias como accidentes de tráfico, robos, accidentes en la nieve, accidentes navales, en definitiva cualquier tipo de accidentes, pero también hay algunas misiones distintas como transportar material o personas, etc.
Las 10 primeras misiones son de vuelo libre, se pueden explorar el total de 10 escenarios disponibles. También hay una serie de misiones de entrenamiento que se pueden realizar antes de las misiones reales. Cada misión tiene asignada su hora y condiciones meteorológicas aún que si el jugador lo desea puede modificarlas. Además el jugador deberá escoger el helicóptero para la misión, cada aparato tiene ventajas y desventajas para cada tipo de situaciones.
En la mayoría de misiones la rutina que hay que seguir es: salir de la base tras conocer los datos del accidente y condiciones meteorológicas y recibir la autorización para despegar, volar al lugar del accidente y rescatar a la(s) víctima(s) con cabestrante o aterrizando si es posible, llevarlas al hospital más cercano y regresar a la base. En ciertas ocasiones puede cambiar.

## Controles predeterminados
- Arrancar motor 1: E

- Arrancar motor 2: T

- Parar motor 1: Shift + E

- Parar motor 2: Shift + T

- Cíclico: flechas arriba/abajo, izquierda/derecha

- Rotor de cola: X, C

- Colectivo: A, Z

- Subir o bajar el cable del torno: W, S

- Abrir o cerrar la puerta lateral: F9

- Objetos de rescate (sólo si está la puerta abierta): F5, F6, F7 y F8: Cesta, camilla, arnés y gancho.

- Modo estacionario on/off: H

- Cambiar objetivo/destino en la brújula: N

- Visor HUD: Q

- Luces de navegación: L

- Encender/apagar luz de búsqueda: . (teclado numérico)

- Rotar luz de búsqueda: shift + flechas teclado numérico.

- Desplegar tren de aterrizaje o retraer: G

- Limpia parabrisas: V

- Bengala/señuelo: F

- Vistas: F1, F2, F3, y F4 para cámara interior, cámara exterior, cámara lateral y vista exterior en tercera persona. Rotar cámara exterior y alejar/acercar con el teclado numérico. Rueda del ratón para zum (excepto cámaras F3 y F4).

- TAB para abrir el menú de ayuda.

## Críticas
El juego/simulador fue muy bien recibido por los seguidores de la saga debido al gran realismo que proporcionan sus dinámicas de vuelo, sus decentes gráficos y el realismo de los instrumentos de cabina.
Por otra parte, fue bastante criticado por sus errores o fallos "tontos" que no tienen demasiada importancia:
- Ninguno de los 3 helicópteros posee los pedales animados.
- Fallo en el cabestrante del BK-117 ya que la pieza naranja debería bajar siempre con el cable.
- Las palas del rotor principal de dicho helicóptero son demasiado cortas.
- No se puede usar la puerta de carga trasera del mismo helicóptero.
- Las sombras "parpadean".
- El BK-117 tiene el mismo sonido que el HH-65 Dolphin.
- Error en el movimiento cíclico ya que el centro de inclinación está por debajo del fuselaje y debería estar en el eje del rotor principal (arriba). Esto hace que los helicópteros se inclinen de una manera un poco irrealista cuando se usa el comando cíclico.
- Bug que produce que los vehículos terrestres animados, muchas veces no sigan su correspondiente ruta y traspasen ríos, o incluso vayan por el aire.